# 玛琦·辛普森
玛乔丽·“玛琦”·辛普森（Marjorie "Marge" Simpson），本姓布维尔（Bouvier），是美国动画电视剧《辛普森一家》中的一名虚构角色，由朱莉·凯夫纳配音。她是一位善良且极具耐心的角色，是霍默·辛普森的妻子，巴特、莉萨和玛吉的母亲。她最引人注目的特点便是她以一种罕见的高度伫立的蓝色头发。系列的创造者马特·格勒宁用自己母亲玛格丽特·“玛琦”·格勒宁的名字来为她命名。
同時也在2009年，辛普森家族播出20周年時，成為首位登上成人雜誌花花公子封面的卡通角色。